# Ігнатпільська сільська рада
Ігнатпільська сільська рада — колишня адміністративно-територіальна одиниця та орган місцевого самоврядування у Овруцькому районі Коростенської, Волинської округ, Київської й Житомирської областей Української РСР та України з адміністративним центром у с. Ігнатпіль.

## Населені пункти
Сільській раді були підпорядковані населені пункти:
- с. Ігнатпіль
- с. Білокамінка
- с. Млини
- с. Павлюківка
- с. Рудня
- с. Семени

## Населення
Кількість населення ради, станом на 1923 рік, становила 1 127 осіб, кількість дворів — 223.
Відповідно до результатів перепису населення СРСР, кількість населення ради, станом на 12 січня 1989 року, становила 2 821 особу.
Станом на 5 грудня 2001 року, відповідно до перепису населення України, кількість мешканців сільської ради становила 2 413 осіб.

## Склад ради
Рада складалася з 16 депутатів та голови.

## Керівний склад сільської ради
| ПІБ                          | Основні відомості                                                               | Дата обрання | Дата звільнення |
| ---------------------------- | ------------------------------------------------------------------------------- | ------------ | --------------- |
| Рафальський Павло Адольфович | Сільський голова, 1968 року народження, освіта, безпартійний                    | 26.03.2006   | 31.10.2010      |
| Рафальський Павло Адольфович | Сільський голова, 1968 року народження, освіта середня спеціальна, безпартійний | 31.10.2010   |                 |

Примітка: таблиця складена за даними джерела

## Історія
Створена 1923 року в складі сіл Ігнатпіль та Рудня Старо-Потаповицька (згодом — Рудня) Велико-Фосенської волості Овруцького повіту Волинської губернії. 7 березня 1923 року увійшла до складу новоствореного Овруцького району Коростенської округи. Станом на 17 грудня 1926 року на обліку перебувала залізнична станція Ігнатпіль, на 1 жовтня 1941 року — хутір Ренк.
Станом на 1 вересня 1946 року сільська рада входила до складу Овруцького району Житомирської області, на обліку в раді перебували села Ігнатпіль та Старо-Потапівська Рудня, х. Ренк не перебував на обліку населених пунктів.
11 серпня 1954 року, внаслідок виконання указу Президії Верховної ради Української РСР «Про укрупнення сільських рад по Житомирській області», до складу ради приєднано села Млини, Павлюки (Павлюківка), Семени та х. Титянчуки ліквідованої Хуторо-Гошівської сільської ради Овруцького району. Станом на 4 грудня 1954 року на обліку перебував населений пункт Баластний кар'єр, котрий на 1 березня 1961 року не значиться на обліку.
На 1 січня 1972 року сільська рада входила до складу Овруцького району Житомирської області, на обліку в раді перебували села Ігнатпіль, Млини, Павлюківка, Рудня та Семени.
29 жовтня 1987 року, відповідно до рішення Житомирського облвиконкому «Про взяття на облік новоутворених населених пунктів в Овруцькому районі», раді підпорядковано новоутворене селище Білокамінка.
Виключена з облікових даних 17 липня 2020 року. Територію та населені пункти, відповідно до розпорядження Кабінету Міністрів України № 711-р від 12 червня 2020 року «Про визначення адміністративних центрів та затвердження територій територіальних громад Житомирської області», включено до складу Овруцької міської територіальної громади Коростенського району Житомирської області.